# Haabersti
Haabersti è uno degli otto distretti (in estone: linnaosa) di Tallinn.

## Posizione
È situato nella periferia ovest della capitale estone, ha un'estensione di 18,6 km². Al 1º agosto 2017 ha una popolazione di 42.294 abitanti, in maggioranza estoni (49%), poi russi (41%) e altri (10%).

## Composizione
La parte più popolosa è quella del quartiere di Väike-Õismäe, un'area residenziale con grandi case prefabbricate, che furono costruite negli anni settanta per ospitare i nuovi immigrati slavi. Il lago di Harku e una lunga distesa di spiaggia a Kakumäe e la Baia di Kopli delimitano i confini del distretto. Poiché la maggior parte del territorio distrettuale non è mai stato utilizzato per edificare, nuove aree con piccole villette residenziali si sono sviluppate negli anni recenti.

## Luoghi di interesse
Ad Haabersti troviamo il Museo estone all'Aria Aperta, l'Saku Suurhall Arena, lo Zoo di Tallinn, e il Porto di Kakumäe.

## Quartieri
Haabersti ha 12 quartieri (in estone: asum):
Astangu, Haabersti, Kakumäe, Mustjõe, Mäeküla, Õismäe, Pikaliiva, Rocca al Mare, Tiskre, Veskimetsa, Vismeistri, Väike-Õismäe.